# Estancia, Iloilo

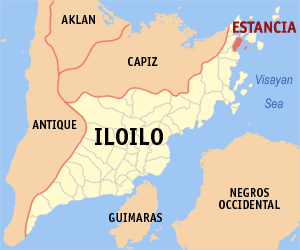
Bản đồ Iloilo với vị trí của Estancia

Estancia là một đô thị hạng 4 ở tỉnh Iloilo, Philippines. Theo điều tra dân số năm 2000 của Philipin, đô thị này có dân số 35.842 người trong 7.046 hộ.

## Các đơn vị hành chính
Estancia được chia ra 25 barangay.
| - Lumbia (Ana Cuenca) - Bayas (Bayas Island) - Bayuyan - Botongon - Bulaqueña - Calapdan - Cano-an - Daan Banua - Daculan - Gogo - Jolog - Loguingot (Loguingot Island) - Malbog | - Manipulon - Pa-on - Pani-an - Poblacion Zone 1 - Lonoy (Roman Mosqueda) - San Roque - Santa Ana - Tabu-an - Tacbuyan - Tanza - Poblacion Zone II - Poblacion Zone III |